# CD Chivas USA
Club Deportivo Chivas USA byl fotbalový klub z USA, který hrál v americké Major League Soccer. Byl založen 2. srpna 2004, v MLS působil od sezony 2005. Klubové barvy byly červená, bílá a modrá, převzal je od nejslavnějšího mexického klubu CD Guadalajara.
Ve španělštině slovo chivas znamená kozy.
CD Chivas USA hrál všechny domácí zápasy na stadionu StubHub Center (do roku 2013 nesl jméno The Home Depot Center) na předměstí města Carson v aglomeraci Los Angeles, který sdílel se svým největším ligovým rivalem – Los Angeles Galaxy.
Zanikl v roce 2014.